# Ковганич, Галина Васильевна
Галина Васильевна Ковганич (22 декабря 1956, Магадан, РСФСР, СССР) — советская киноактриса. Заслуженная артистка Украины.

## Биография
Родилась в 1956 году в Магадане, отец — военный, мать — учитель. Вскоре семья переехала в Киев.
В 1978 году окончила Киевский институт театрального искусства имени Карпенко-Карого.
Ещё будучи студенткой, даже не начав работать, в 1980 году попала на обложку журнала «Новини кіноекрана» снявшись в главных ролях в учебных короткометражных фильмах своего одногрупника — палестинца Мухамеда Ель-Савальме «Тот, что вернулся из Хайфы» и «Палестинское село»:

B обеих главные роли исполнила Галя Ковганич. В первом произведении юной артистке пришлось решать довольно сложную творческую задачу . Ведь в начале картины её героине Сафии шестнадцать лет, а в конце, когда она нашла своего сына, на двадцать лет больше. И исполнительница с этой задачей успешно справилась. Во втором фильме играя в ансамбле с Народным артистом СССР К. Степанковым и артистом С. Свешниковым, Галя удачно исполнила роль молодой американской туристки.— «Новини кіноекрана», № 12, 1980
В период 1980—1990 снималась в фильмах Киностуди ии. А. Довженко и Одесской киностудии, студии «Укртелефильм», работала диктором на телевидении.
В 1993 году эмигрировала в США.
В США стала активисткой украинского родноверческого движения «РУН-вера».

## Фильмография
- 1981 — Миллионы Ферфакса — медсестра
- 1985 — Кармелюк — пани
- 1981 — Танкодром — секретарь в КБ
- 1981 — Третье измерение — партнёрша Володина на танцах
- 1982 — Житие святых сестёр — монашка
- 1982 — Нежность к ревущему зверю — Тома
- 1982 — Улыбки Нечипоровки — Василина
- 1983 — Ускорение — эпизод
- 1984 — Канкан в английском парке — сотрудница радиостанции
- 1985 — И никто на свете... — медсестра
- 1985 — Свидание на Млечном пути — Галина
- 1987 — К расследованию приступить — эпизод
- 1987 — Соломенные колокола — Килина
- 1988 — Голубая роза — эпизод
- 1990 — Ведьма — Олена